# Sarata (geslacht)
Sarata is een geslacht van vlinders van de familie snuitmotten (Pyralidae), uit de onderfamilie Phycitinae.

## Soorten
- S. alpha Heinrich, 1956
- S. atrella Hulst, 1890
- S. beta Heinrich, 1956
- S. caudellella Dyar, 1904
- S. cinereella Hulst, 1900
- S. delta Heinrich, 1956
- S. dophnerella Ragonot, 1887
- S. edwardsialis Hulst, 1886
- S. epsilon Heinrich, 1956
- S. gamma Heinrich, 1956
- S. incanella Hulst, 1895
- S. iota Heinrich, 1956
- S. kappa Heinrich, 1956
- S. nigrifasciella Ragonot, 1887
- S. perfuscalis Hulst, 1886
- S. phi Heinrich, 1956
- S. pullatella Ragonot, 1887
- S. punctella Dyar, 1914
- S. rubrithoracella Barnes & McDunnough, 1913
- S. tephrella Ragonot, 1893